# Ripetizioni negative
Le Ripetizioni negative sono una tecnica speciale applicata nell'allenamento con sovraccarichi, in particolare nel body building e nel powerlifting.

## Definizione
Le Ripetizioni negative sono una tecnica molto intensa applicata nell'esercizio con i pesi (resistance training), che si basa sull'esaltazione del lavoro eccentrico. Per questo motivo potrebbe essere facile cadere nell'errore di scambiare questo metodo con le Ripetizioni eccentriche, uno stile di esecuzione che prevede anch'esso di accentuare la fase negativa o eccentrica del movimento. Tale confusione deriva dal fatto che durante le fasi del movimento di contrazione e allungamento del muscolo (speed of movement), la porzione di allungamento o di ritorno viene identificata con i termini eccentrica o negativa, che vengono considerati come sinonimi. Effettivamente diversi autori si riferiscono al negative training (allenamento negativo) come un approccio generico in cui la fase negativa viene enfatizzata. Tuttavia, nel caso in cui ci si rivolga a delle particolari tecniche speciali, le ripetizioni eccentriche e le ripetizioni negative fanno riferimento a due metodi diversi. Quando ci si riferisce alle ripetizioni eccentriche, più facilmente si intende impostare una velocità di movimento delle ripetizioni in cui la fase eccentrica viene generalmente prolungata. Ad esempio, se durante una serie, le ripetizioni che la compongono durano 1 secondo nella fase concentrica (o positiva), e 3 secondi nella fase eccentrica (o negativa), si può parlare di ripetizioni eccentriche. Nel bodybuilding le ripetizioni eccentriche sono molto popolari, a tal punto che spesso si tende a prolungare o trattenere la fase eccentrica in maniera automatica e istintiva. Per tale motivo potrebbero non essere considerate propriamente una tecnica speciale, ma semplicemente una particolare velocità di movimento delle ripetizioni all'interno di una serie. Alcuni denominano le ripetizioni eccentriche anche come negative enfatizzate (negative emphasized), riferendosi all'enfatizzazione di questa fase.
Le ripetizioni negative invece rappresentano l'accentuazione delle normali ripetizioni eccentriche, facendo riferimento in parte al maggiore tempo di abbassamento del carico, e in parte al carico generalmente pesante. Sono una tecnica speciale molto intensa, che sfrutta la capacità del muscolo di produrre tensioni superiori nella fase eccentrica rispetto a quella concentrica. Questa strategia permette di aumentare il danno muscolare, e mediante il quale viene innescata una serie di reazioni a cascata che portano alla crescita muscolare. Tale approccio si rivela molto efficace per guadagnare forza, e molto spesso per causare un maggiore fenomeno del DOMS (indolenzimento muscolare a insorgenza ritardata), che viene maggiormente provocato proprio dall'allenamento eccentrico. In realtà le ripetizioni negative si possono suddividere essenzialmente in due tipologie distinte, ed entrambe richiedono l'intervento di uno o più assistenti per poter essere eseguite. Sia che si tratti della variante submassimale o sovramassimale, ne viene sconsigliata l'applicazione frequente dato l'alto stress muscolare e tendineo.

### Ripetizioni negative submassimali
Le Ripetizioni negative submassimali rappresentano la variante relativamente meno intensa. In questo caso si utilizzano carichi sottomassimali, cioè inferiori alla capacità massimale (100% RM), o inferiori al carico che può permettere al massimo una ripetizione, e si richiede l'intervento di un assistente (spotter). Si parte impostando un numero definito di ripetizioni a cedimento che l'atleta porterà a termine senza aiuto. Fino a questo momento la tecnica non viene applicata in quanto la serie viene compiuta in maniera tradizionale. Raggiunta la soglia del cedimento, l'esecutore, pur non riuscendo a portare a termine ulteriori ripetizioni passando per la fase concentrica, sarà in grado di effettuarne altre trattenendo il carico solo nella fase eccentrica. Questo perché i muscoli sono molto più forti nella porzione negativa dell'esercizio. Il compagno quindi viene incaricato di applicare una forza sinergica per poter risollevare il carico nella fase concentrica, consentendo all'esecutore di eseguire da solo la seconda parte della ripetizione, cioè nella fase eccentrica, per circa 2 o 3 volte, in cui il tempo di durata della fase di abbassamento dovrebbe durare non meno di tre secondi. Quando non si è più in grado di trattenere il carico nella porzione negativa per meno di tre secondi, è il caso di interrompere la tecnica e terminare la serie. Si tratta quindi di una variante estrema delle ripetizioni forzate, in cui il lavoro eccentrico viene più eccentuato. Alcuni professionisti consigliano di applicarla solo su una o due tre serie per gruppo muscolare, per poi smettere di utilizzarla per circa 2 mesi.

### Ripetizioni negative sovramassimali
Le Ripetizioni negative sovramassimali, dette anche Metodo retrogravitazionale, prevedono l'utilizzo di carichi sovramassimali, vale a dire che superano il determinato carico che può permettere al massimo una ripetizione (100% 1 RM). Si parlerà di intensità o percentuali di carico (% 1-RM) corrispondenti al 110-120, fino al 130-140% di 1 RM. Tali carichi non sarebbero sollevabili senza l'aiuto di uno o più assistenti neanche dalla prima ripetizione, pertanto ne richiedono l'intervento obbligato a partire dall'inizio della serie. In questa variante, l'atleta, essendo incapacitato a sollevare il carico, dal principio lascia agli assistenti il compito di eseguire la fase concentrica, e su cui eserciterà uno sforzo minimo se non nullo. Il reale sforzo dell'atleta viene applicato unicamente nella fase negativa, in cui sarà impegnato a contrastare la discesa resistendo il più possibile durante tutte le ripetizioni della serie. Si consiglia di impiegare abbastanza secondi nella fase eccentrica, considerando che la fase concentrica viene evitata. La durata della fase eccentrica dovrebbe essere fra 3 e 5 secondi. Se si riesce a trattenere il carico per più di 5 secondi, sarà opportuno aumentarlo, mentre non si riesce a trattenerlo entro questi tempi sarà necessario diminuirlo. In realtà il numero di ripetizioni eseguibili non è molto alto a causa dell'elevato stress meccanico. Proprio per questi motivi vi è un aumento del rischio infortuni provocato da tale metodo, ed è quindi opportuno effettuarlo raramente, e lasciare la sua applicazione ad atleti esperti. Alcuni esperti consigliano di effettuare la tecnica su 3 serie di un esercizio con 4-6 ripetizioni negative. Alcune evidenze scientifiche hanno rilevato che l'esercizio eccentrico sovramassimale eseguito con volumi inappropriato possa portare ad una riduzione dell'ipertrofia muscolare.

## La ricerca
Le Ripetizioni negative rappresentano una delle svariate metodiche la cui validità è stata scientificamente riconosciuta. Le tradizionali ripetizioni eccentriche sono responsabili della deformazione meccanica delle fibre muscolari, e quindi dell'aumento della sintesi proteica. Sono state completate una significativa mole di ricerche, che mostrano che l'allenamento eccentrico risulta in un grande guadagno di ipertrofia muscolare. L'allungamento contrastato applicato nella fase negativa provoca un danno muscolare che porta all'attivazione di numerosi fattori di crescita, gli IGF-1. Altri studi hanno osservato che l'applicazione di contrazioni eccentriche massive aumentano la fosforilazione p70S6K e stimolano MAKP. Oltre alla produzione di IGF-1, il danno muscolare determina anche la produzione di citochine infiammatorie, molecole che avviano la proliferazione delle cellule satellite.
Per quanto riguarda le ripetizioni negative sovramassimali, uno studio condotto da Doan et al. (2002), rilevò che la forza massimale (1-RM) può essere aumentata in maniera acuta applicando un carico sopramassimale (105% 1-RM) nella fase eccentrica della ripetizioni. Questo aumento acuto (5% superiore al 100% 1 RM) nella fase eccentrica ha portato miglioramenti sulla prestazione massimale concentrica da 5 a 15 kg per tutti i soggetti. Le teorie sul motivo per cui si verifica un aumento della forza a seguito del lavoro eccentrico includono una maggiore stimolazione neurale al muscolo e al suo interno, una maggiore energia elastica immagazzinata nei muscoli, e un aumento dell'ipertrofia muscolare. Lo stimolo neurale all'interno del muscolo in seguito all'esercizio eccentrico provoca un maggiore allungamento del fuso neuromuscolare. Il fuso neuromuscolare è un recettore situato nel muscolo che si trova in parallelo alle proteine contrattili (actina e miosina), ed è sensibile allo stiramento del muscolo e alla velocità di stiramento. Questo aumento dell'attività dei fusi neuromuscolari a seguito dello stiramento attiva un aumento dei nervi motori al muscolo, aumentando potenzialmente la forza concentrica della contrazione delle fibre muscolari. Doan e colleghi suggeriscono che le ripetizioni negative sovramassimali sono un ottimo strumento per superare lo stallo da parte degli atleti. Mentre il cliente si rende conto di sollevare pesi maggiori, Doan et al. effermano che "si sta ingannando il cervello che si prepara per una ripetizione concentrica maggiore". Un'altra teoria per l'aumento della prestazione massimale concentrica dopo l'allenamento eccentrico sovramassimale implica il concetto che vede il muscolo rispondere come una fascia elastica. Doan e colleghi spiegano che una maggiore forza dinamica eccentrica può aumentare lo stoccaggio di energia elastica delle fibre muscolari e dei tendini, fornendo così una maggiore capacità produrre forza nell'azione concentrica.

## Altre tecniche diresistance training
- Cheating
- Super set
- Tri set
- Set gigante
- Stretch contrastato
- Stripping
- Rest pause
- Ripetizioni eccentriche
- Ripetizioni forzate
- Super slow
- Peak contraction
- Doppio impatto
- Burns
- Serie del 21
- Sistema piramidale
- Mantieni Peso (MP)
- Mantieni Ripetizioni (MR)
- Lock-out
- Cedimento muscolare